# Климово (Великоустюзький район)
Кли́мово (рос. Климово) — присілок у складі Великоустюзького району Вологодської області, Росія. Входить до складу Самотовінського сільського поселення.

## Населення
Населення — 5 осіб (2010; 3 у 2002).
Національний склад (станом на 2002 рік):
- росіяни — 100 %